# Meteorologiåret 1868

## Händelser

### Mars
- 3 mars - Minumumtemperaturen -26.7 °C uppmäts i Torontos innerstad i Ontario, Kanada.[1]

### Juni
- 24 juni – Temperaturen + 37,8 °C uppmäts i Linköping, Sverige men termometern kan ha varit otillfredsställande skyddad mot den direkta solstrålningen.[2]
- Juni–augusti – Sverige upplever en varm sommar, med medeltemperaturen + 17,5°, som också är mycket torr och därmed drabbar skörden.[3]
- Vid Gimo bruk drabbas man av frost under midsommarnatten, som svårt skadar skörden.[4]

### Okänt datum
- Norddeutsche Seewarte bildas.[5]
- I Norge utfärdas stormvarningar för vinterfisket och fisket vid Lofoten.[6]
- Henrik Mohn från Norge kompletterar dagens väderkarta med en "liten antydning" om morgondagens väder.[7]

## Födda
- 14 juni – Gilbert Walker, brittisk meteorolog

### Fotnoter
1. ↑  ”Dan, Dan the Weatherman's Canadian Weather Trivia Page”. Arkiverad från originalet den 9 september 2013. https://web.archive.org/web/20130909001246/http://www.dandantheweatherman.com/cantriv.html. Läst 23 februari 2011.
2. ↑  SMHI
3. ↑  SMHI
4. ↑  Godår och nödår, några drag ur 1800-talets uppländska krisårskrönika, Märta Tamm-Götlind. Artikel i årsboken Uppland 1942
5. ↑  Deutscher Wetterdienst
6. ↑  MET
7. ↑  MET